# Жан-Мари Пелт
Жан-Мари Пелт (фр. Jean-Marie Pelt; Родмак, 24. октобар 1933 — Мец, 23. децембар 2015) био је почасни професор биологије биљака и фармакологије на Универзитету у Мецу, и председник Европског еколошког института.